# Horatio Nelson Lay
Horatio Nelson Lay, né le 23 janvier 1832 à Forest Hill dans le Kent et décédé le 4 mai 1898 dans cette même ville, est un diplomate britannique connu pour son rôle dans l'infortunée « Flottille Lay-Osborn » durant la révolte des Taiping. Il est également conseiller étranger au Japon pendant l'ère Meiji.

## Biographie

### Jeunesse
Né à Forest Hill dans le Kent, Horatio Nelson Lay est le fils de George Tradescant Lay, un naturaliste et missionnaire qui est consul britannique dans le port d'Amoy en Chine. Le père de Lay l'inspire à partir pour la Chine pour le rejoindre mais il meurt en 1845 avant l'arrivée de Lay.
En 1847, Lay est envoyé en Chine pour étudier la langue auprès du linguiste et missionnaire allemand Karl Gützlaff. L'aptitude de Lay pour le chinois lui vaut bientôt une promotion dans le service consulaire britannique et en 1854 il est nommé vice-consul par intérim à Shanghai. La même année, Lay participe à la création du service des douanes maritimes de Chine et il devient le premier inspecteur général de ce service l'année suivante.
Durant la seconde guerre de l'opium, Lay est l'interprète de James Bruce et il participe aux négociations du traité sino-britannique de Tianjin. Même si Lay n'est pas chargé de rédiger ce traité, il est utilisé pour intimider la délégation Qing et la pousser à signer malgré les conditions défavorables pour la Chine. Lay humilie le représentant des Qing, Qiying, en montrant à tout le monde des documents interceptés dans lesquelles il exprime son mépris des Britanniques. À la suite de cela, Qiying quitte les négociations mais il est arrêté par les autorités pour avoir lâché son poste sans autorisation et condamné à mort. Il se suicide avant la sentence.

### Flottille Lay-Osborn
Durant la révolte des Taiping, le gouvernement chinois souhaite reprendre le contrôle de Nankin qui a été prise par les forces rebelles en 1853 et en ont fait leur capitale mais il n'a pas les navires nécessaire pour amener des troupes sur le fleuve Yangzi Jiang et ainsi fournir un appui-feu. Le gouvernement demande l'assistance des Britanniques qui acceptent car cela permettrait de stabiliser le commerce en Chine.
L'empereur chinois, exilé dans la province de Jehol, accepte la proposition de l'ambassadeur britannique Sir Frederic Bruce en juillet 1861 d'acheter des canonnières britanniques. C'est Robert Hart, interprète au service des douanes maritimes de Chine, qui a l'idée de cette proposition. Le prince Gong, chef du Zongli Yamen (ministère des Affaires étrangères chinois), nomme Lay inspecteur-général de la nouvelle flottille. Lay quitte la Chine pour l'Angleterre le 14 mai 1862 avec des instructions écrites du prince Gong.
La reine Victoria accepte la proposition le 2 septembre 1862 et donne son autorisation pour équiper des navires et réunir des équipages. Lay nomme le capitaine Sherard Osborn commandant de la flottille.
Il est estimé que si la flottille arborait un insigne international, cela réduirait le risque de capture et d'emprisonnement, cependant l'amirauté britannique ne voulait pas choisir l'insigne sans l'avis des Chinois. Bien que l'empereur Tongzhi décide que le drapeau chinois serait un triangle jaune avec un dragon bleu essayant d'attraper une boule rouge, le prince Gong ne le mentionne pas dans ses instructions écrites à Lay, et ce-dernier choisit lui-même un insigne pour la flottille.
Le 13 février 1863, la « Flottille Lay-Osborn », avec sept croiseurs à vapeur et un navire d'approvisionnement, quitte l'Angleterre et arrive en Chine en septembre 1863. Osborn refuse alors de recevoir des ordres des officiers chinois, affirmant que son accord avec Lay stipule que les ordres doivent venir de l'empereur Tongzhi en personne, par l'intermédiaire de Lay. La cour impériale refuse et Osborn renonce à son poste le 9 novembre 1863, dissout la flottille et renvoie les navires en Angleterre sans même avoir tiré un coup de canon. Lay est démis de son poste par le gouvernement chinois la même année et remplacé par Robert Hart.

### Suite de la carrière
En 1864, Lay démissionne du service diplomatique et rentre en Angleterre où il s'engage dans des affaires financières.
En décembre 1869, Lay est embauché comme conseiller étranger par le gouvernement de Meiji pour assister le Japon à faire son premier prêt étranger, 1 million £ est nécessaire pour financer la construction du premier chemin de fer japonais et des premières lignes de télégraphe. Après avoir fait croire au gouvernement japonais qu'il pourrait réunir l'argent grâce à des investisseurs privés, Lay le convainc d'acheter des titres à la bourse de Londres, ce qui arrangeait ses intérêts personnels. Quand le gouvernement japonais découvre la fraude, il annule son contrat et nomme la banque orientale britannique à sa place.
Deux des frères de Lay (Walter Thurlow Lay (1840–1917), Amoy Lay (1846–1911)), deux de ses neveux (William George Lay (1862–1921), fils de W.T Lay et Harry Lay (1894-?), fils d'Amoy) et un petit-neveu (Arthur Croall Hyde Lay (1900-)) travaillent pour le service des douanes maritimes de Chine.